# Jean Baptiste Androuet du Cerceau
Jean Baptiste Androuet du Cerceau, född omkring 1545, död 1590, var en fransk arkitekt. Han var son till Jacques Androuet du Cerceau den äldre och bror till Jacques Androuet du Cerceau den yngre.
Androuet du Cerceau blev arkitekt vid Louvren och påbörjade bygget av Pont Neuf, uppförde slottet Monceaux med mera. Hans son Jean Androuet du Cerceau blev arkitekt hos Ludvig XIII och byggde Hôtel de Sully.